# Dr. Zoidberg
Dr. John D. Zoidberg is een personage uit de animatieserie Futurama. Zijn stem wordt gedaan door Billy West.
Dr. Zoidberg is een Decapodian, een buitenaards ras van mens/kreeft-hybriden. Hij werkt als dokter voor de Planet Express, ondanks dat hij maar erg weinig verstand heeft van de fysiologie van mensen. Hij praat met een dik Jiddisch-Duits accent.

## Jonge jaren
De serie is inconsequent over Zoidbergs jeugd. In A Taste of Freedom wordt hij gezien in zijn kindervorm (een kleine versie van zijn volwassen vorm), maar in Teenage Mutant Leela's Hurdles doorloopt hij, wanneer de crew jonger wordt, een aantal larvestadia. Zijn leeftijd wordt in de serie nooit onthuld, maar in de stripreeks wordt zijn leeftijd geschat op ergens tussen de 25 en 30 jaar.
Zoidberg is de neef van Harold Zoid, de beroemde stille-hologram komiek. Hoewel Zoidberg geen mens is, vertoont zijn ras stereotiep Joods gedrag.

## Huidige leven
Zoidberg is een oude vriend van Professor Farnsworth, en is de dokter van Planet Express. Hoewel hij beweert een expert te zijn op het gebied van mensen en hun anatomie, is zijn kennis op dit gebied in werkelijkheid belabberd. Hij denkt vaak dat Fry een vrouw of een robot is, en de kaart voor menselijke anatomie in zijn kantoor hangt ondersteboven. Hij staat vaak versteld van de “vreemde” dingen van mensen zoals hun skelet of gebrek aan meerdere monden. Hij denkt verder dat mensen rugvinnen hebben en dat het hart onderdeel is van het verteringsstelsel. In de aflevering Parasites Lost werd onthuld dat Zoidberg voor zijn kennis over mensen meer naar reclames keek dan naar studieboeken.
Ondanks zijn gebreken zijn er tekenen dat hij best een goede dokter is als het aankomt op het behandelen van zijn eigen soort.
Zoidberg houdt van stand-upcomedy, en probeert geregeld zelf een komiek te worden. Zijn optredens zijn echter saai en worden door niemand gewaardeerd. Naast zijn medische kwalificaties beweert Zoidberg ook te beschikken over academische diploma’s in “Murderology” en “Murderonomy".
Hoewel hij een dokter is leeft Zoidberg in diepe armoede. Hij heeft geen eigen huis en woont daarom soms in het Planet Express gebouw, soms op straat in een kartonnen doos. Hij heeft altijd honger en kan zich maar 1 maaltijd per week veroorloven. Hij eet vaak uit vuilnisbakken. Als hij gratis eten krijgt aangeboden wordt hij meteen opgewonden. Zijn armoede komt mogelijk voort uit zijn geloof dat hij een slechte investeerder is. Hij geeft vaak geld uit aan waardeloze voorwerpen en doelen. Hij is er echter zelf van overtuigd dat armoede hoort bij een arts, en dat al zijn collega doktoren net zo arm zijn als hij.
Zoidberg kan op zich goed overweg met zijn collega’s, maar wordt soms door hen behandeld als een vervelend huisdier. Vooral Hermes mag hem niet, en laat dit maar al te graag merken. Zijn impopulariteit komt mogelijk voort uit het feit dat hij op het werk wordt overschaduwd door Leela, Fry en Bender. Toen deze drie een keer werden ontslagen, werd Zoidberg meteen de populairste medewerker van Planet Express. Zoidberg is vaak eenzaam en verlangt naar vriendschap. Hij is teleurgesteld als mensen geen aandacht aan hem schenken. Hij kan door zijn geur en persoonlijkheid maar weinig nieuwe vrienden maken.

## Karakterontwikkeling
De namen Zoidberg en Zoid komen van een spel dat David X. Cohen maakte op de middelbare school, maar wat door de spelcompagnie die hij het toestuurde werd geweigerd. Er zijn ook geruchten dat hij zou zijn vernoemd naar "the eyes of Dr TJ Eckleburg" uit F. Scott Fitzgeralds The Great Gatsby. Zijn komische stijl uit de serie is een referentie naar de komiek Yakov Smirnoff uit Oekraïne. Zijn stem werd geïnspireerd door acteur George Jessel.
In audiocommentaar voor seizoen 1 stelde David X Cohen dat de inspiratie voor Dr Zoidberg kwam van Dr. McCoy; McCoy was een mens die vaak moest opereren op aliens zonder al te veel af te weten van hun anatomie. Zoidberg is een alien die vaak mensen moet behandelen zonder de juiste kennis.